# Gai Fulvi Flac (llegat)
Gai Fulvi Flac (en llatí Caius Fulvius M. F. Q. N. Flaccus) va ser un militar romà del segle iii aC. Era fill de Marc Fulvi Flac (Marcus Fulvius Q. F. M. N. Flaccus, cònsol el 264 aC) i germà de Quint Fulvi Flac (Quintus Fulvius M. Q. F. N. Flaccus) i de Gneu Fulvi Flac (Cnaeus Fulvius M. F. Q. N. Flaccus). Formava part de la gens Fúlvia, una molt antiga gens romana d'origen plebeu.
Va ser legat del seu germà Quint durant el setge de Càpua. L'any 209 aC se li va ordenar de conduir un destacament a Etrúria per portar a Roma les legions que havien estat enviades allí.